# عمى الألوان التام
عمى الألوان التام - ACHM) Achromatopsia) هو متلازمة طبية يتم الحكم على أعراضها بالنظر إلى 5 شروط، وقد يشير المصطلح إلى ضرورة الإصابة بعمى ألوان دماغي والمعروف أيضًا بعمى الألوان، ولكن عادًة ما يشير إلى عيب خلقي في الكروموسومات الجسدية المتنحية يؤدي إلى عدم القدرة على إدراك اللون وتحقيق رؤية واضحة في مستويات الإضاءة المرتفعة (بالذات في ضوء النهار).
تتواجد المتلازمة أيضًأ بصورة غير مكتملة تعرف بخلل رؤية الألوان، وتؤثر على 1 من 40.000 ولادة حية حول العالم.
هناك جدل حول رؤية مصابي عمى الألوان للألوان أم لا، يرى أوليفر ساكس في كتابه The Island of the Colorblind
أن بعض المصابين بعمى الألوان لا يمكنهم رؤية الألوان إلا الأبيض والأسود وظلال الرمادي، هناك خمس جينات مختلفة تسبب أعراض مماثلة بإمكانها أن تؤدي إلى رؤية مستويات هامشية من الألوان، ويرجع ذلك إلى اختلاف خصائص الجينات، ويصعب التشخيص الدقيق لعمى الألوان في العينات صغيرة الحجم وفي مستويات الاستجابة المنخفضة، إذا كان مستوى الضوء أثناء الاختبار هو الأمثل بالنسبة لهم، فإن حدة نظرهم قد تصل من 20/100 إلى 20/150 في مستويات الضوءالمنخفضة، مع غياب الألوان. من سمات هذا المرض أيضًا الHemeralopia أو العمى النهاري، في المرضى الذين يعانون من عمى الألوان، تحمل الخلايا المخروطية والألياف السليمة معلومات اللون، وهذا يشير إلى أن الآلية المستخدمة لبناء الألوان معيبة.

## المصطلح
يمكن تصنيف عمى الألوان على النحو التالي:
- عمى ألوان مكتسب (عمى ألوان دماغي)
- عمى ألوان خلقي أو موروث
- عمى ألوان تام نموذجي
- خلل الألوان الغير التام الغير نموذجي و عمى الألوان غير التام غير النموذجي

### مصطلحات ذات صلة
- أكروماتوبسيا (عمى الألوان التام): الافتقار التام لتصور اللون في الموضوع، ورؤية فقط الأسود والأبيض وظلال الرمادي.
- الغمش: عرفه ستيوارت ديوك إلدر(Stewart Duke-Elder) من الناحية النظرية (1973)على أنه ضعف في الرؤية المركزية لا يرجع إلى خلل انكساري أو عضوي بل هو حالة عصبية تسبب ضعف الأداء المكاني لدقة المناظمة البصرية للعيون في مستويات الإضاءة الخافتة دون أي سبب بنيوي، وهو شكل من أشكال داء العين الكسولة.
- Hemeralopia : هو انخفاض القدرة البصرية في الضوء الساطع، ويسمى أيضًا (العمى النهاري).
- الرأرأة: ويستخدم هذا المصطلح بشكل متنوع لوصف الحالات الطبيعية أو المرضية المتعلقة بالجهاز المحرك للعين، وفي السياق الحالي، هو حالة مرضية تشتمل على حركة تذبذب غير منضبطة للعيون يلاحظ جدًا خلالها اتساع في التذبذب، وتردد التذبذب يميل إلى أن يكون منخفض جدًا.
- (رهاب الضوء-رهاب الضوء (إنسان)): اجتناب مصابي العمى النهاري خفش للضوء الساطع.

## العلامات والأعراض
غالبًا ما تلاحظ المتلازمة لأول مرة في الأطفال في عمر الستة أشهر خلال رهابهم للضوء أو رأرأتهم، وتصبح الرأرأة أقل وضوحًا مع التقدم في السن، وتظهر أعراض أخرى من المتلازمة بشكل أوضح مع اقتراب سن المدرسة، حدة البصر تتحسن وتنتظم حركة العين عمومًا خلال السنوات 6-7 الأولى من الحياة (وتكون قريبة من20/200)، أما المتلازمة الخلقية تكون أعراضها ثابتة ولا تتفاقم مع تقدم العمر.
الأعراض الخمسة المرتبطة بخلل الألوان/ عمى الألوان التام:
- عمى الألوان
- الغمش (يضعف حدة الإبصار)
- عمى نهاري ورهاب الضوء
- الرأرأة
- خلل في وظائف القزحية

يتم وصف متلازمة خلل الألوان/ عمى الألوان التام بشكل سيء في النصوص الطبية الحالية والنصوص المتعلقة بالأعصاب البصرية. أصبح هذا المصطلح شائع بعد الكتاب المشهور(The Island of the Colorblind) الذي ألفه عالم الأعصاب أوليفر ساكس أوليفر ساكس عام 1997، وحتى ذلك الوقت تم تشخيص معظم الحالات بعمى الألوان التام، أما الحالات التي لديها درجة أقل من شذوذ إدراك اللون فقد وصفت بـ(اغطش الأخضر و الأحمر) أو (عمى الأخضر و الأحمر) أو (عمى الأصفر والأزرق).
كما كان يسمى عمى الألوان التام بوجود قضيب أحادي اللون وعمى الألوان التام الخلقي. الأفراد الذين يعانون من عمى الألوان الخلقي يعانون من غياب كامل لنشاط الخلايا المخروطية في مخطط كهربية الشبكية في المستويات العالية من الإضاءة. هناك أخيرًا أربعة أسباب وراثية خلقية على الأقل لعمى الألوان، اثنان منها تنطوي على قنوات الأيونات في النيوكليوتيدات الحلقية (ACHM2 / ACHM3)، والثالث ينطوي على النواقل البروتينية للمستقبلات الضوئية (GNAT2، ACHM4)، وآخر لا يزال غير معروف.

### عمى الألوان التام
وبصرف النظر عن عدم القدرة الكاملة على رؤية اللون، الأفراد الذين يعانون من عمى ألوان تام لديهم عدد من الانحرافات البصرية الأخرى، منها الانخفاض الحاد في حدة البصر نهارًا الذي تتراوح بين (<0.1 أو 20/200) ، عمى نهاري، رأرأة، ورهاب الضوء الشديد، وقاع العين يبدو طبيعيًا تمامًا. انظر أيضا Pingelap#Color-blindness.

### عمى الألوان غير التام (خلل الألوان)
بصفة عامة، تتشابه أعراض خلل الألوان مع أعراض عمى الألوان التام إلا في بعض الأعراض، يعاني المصابين بخلل الألوان من انخفاض حدة البصر قد يرافقها رأرأة أو رهاب ضوء وقد لا يرافقها، وهؤلاء الأفراد يعانون فقط من عجز في وظائف الخلايا المخروطية، أما الخلايا القضيبية فتعود لأداء وظائفها من جديد.

## الأسباب

### المكتسبة
خلل الألوان/ عمى الألوان التام المكتسب هو حالة ترتبط بضرر يلحق بالدماغ المتوسط (بالتحديد منطقة تحت المهاد) أو القشرة المخية (الدماغ الجديد)، و تحديدًا في منطقة الفص البصري الرابع V4، الذي يستقبل المعلومات من مسار الخلايا الصغيرة المشاركة في معالجة الألوان.
عمى الألوان المهادي/ خلل الألوان يحدث بسبب تلف في المهاد، وينشأ بسبب نمو ورم في منطقة المهاد في الغالب، بينما يكون المهاد محمي من أي ضرر خارجي.
عمى الألوان الدماغي (Cerebral achromatopsia) هو شكل من أشكال عمى الألوان المكتسب الذي يسببه تلف في قشرة الدماغ وليس التلف في الشبكية، وينشأ غالبًا عن الصدمات الجسدية، النزيف، أو عن تورم الأنسجة.

### الخلقية
ترتبط كل الأسباب المعروفة لأشكال عمى الألوان الخلقي بخلل في مسار نقل الصور إلى الشبكية، وهذا النوع من عمى الألوان التام ACHM ينتج عن عدم قدرة الخلايا المخروطية على الاستجابة للضوء بشكل صحيح، والأسباب الوراثية المعروف لعمى الألوان الخلقي هي حدوث طفرات في قنوات الأيونات في النيوكليوتيدات الحلقية (CNGA3(ACHM2 و(CNGB3 (ACHM3 والنواقل البروتينية في الخلايا المخروطية (CNAT2 (ACHM4.
السبب الوراثي الرابع ل(ACHM5, OMIM 613093) اكتشف في عام 2009.، وهو عبارة عن طفرة في الجين PDE6C المنقول على الكروموسوم 10, 10q24، ويبدو أن حوالي فقط 2% من حالات عمى الألوان ناشئة عن طفرات جينية.

## الفسيولوجية المرضية
يمكن تشخيص العمى النهاري بدون جراحة عن طريق التخطيط الكهربي للشبكية، وتكون الاستجابة عند مستويات الضوء المنخفضة(scotopic) والمتوسطة (mesotopic) طبيعية بخلاف الاستجابة في الإضاءات المرتفعة(photopic) التي تكون منعدمة، ويكون مستوى الإضاءة المتوسط أقل ب100 مرة تقريبًا من مستويات الإضاءة المستخدمة في المخططات الكهربية للشبكية، يرجع ذلك إلى التشبع في الجزء العصبي من شبكية العين وليس انعدام المستقبلات ضوئية.بشكل عام، فإن الآليات المرضية الجزيئية من عمى الألوان التام ACHM إما فقدان القدرة على التحكم بشكل صحيح أو الاستجابة للتغير في مستويات المركب cGMP. مركب cGMP مهم بشكل خاص في الإدراك البصري كما يتحكم مستواه في فتح وغلق القنوات الأيونية في النيوكليوتيدات الحلقية (CNGs)،ينخفض تركيز cGMP عندما تنغلق القنوات الأيونية في النيوكليوتيدات الحلقية (CNGs) وتحدث فرط استقطاب وتوقف إنتاج الجلوتومات في المشتبكات الكيميائية.
تتكون الخلايا الجذعية للشبكية من -2α و 2β-subunits، والتي هي على التوالي في الخلايا المخروطيةCNGA3 و CNGB3. لا يمكن أن يكون CNGB3 قنوات وظيفية وحده، بينما CNGA3 يمكنه، والاثنان معًا ينتجان قنوات نتيجة للتغير في التعبير الغشائي، فنفاذية أيونات البوتاسيوم والصوديوم مقابل أيونات الكالسيوم (+Na+ vs. K+ and Ca2) ترتبط بفعالية نشاط المركبين cAMP/cGMP.

### ACHM2
تنشأ الطفرات في الجين CNGA3 نتيجة الاقتطاع الذي من المحتمل أن يكون للقنوات المعطلة، ولكن هذا لا يحدث كثيرًا، بينما - حسب الجدول 1- القليل من الطفرات تنشأ في القنوات العاملة. والغريب أن الطفرات T369s تقوم ببعض التعديلات الملحوظة عندما تعبر بدون الجين CNGB3، وأحد هذه التعديلات تقلل تجاذب ثلاثي فوسفات الغوانوزين الحلقي.
| Mutation | Mutation       | Region           | Functional? (known or predicted) | Effect                                                | References |
| نوكليوتيد | حمض أميني      | Region           | Functional? (known or predicted) | Effect                                                | References |
| --- | -------------- | ---------------- | -------------------------------- | ----------------------------------------------------- | ---------- |
| c.C67T | p.R23X         | نهاية أمينية     | No?                              |                                                       | [ 3 ]      |
| c.148insG | p. I50DfsX59   | نهاية أمينية     | No?                              |                                                       | [ 4 ]      |
| c.A485T | p.D162V        | نهاية أمينية     |                                  |                                                       | [ 4 ]      |
| c.C488T | p.P163L        | نهاية أمينية     |                                  |                                                       | ,          |
| c.A542G | p.Y181C        | S1               | No                               | Does not properly traffic out of the شبكة إندوبلازمية | ,          |
| c.A544T | p.N182Y        | S1               | No                               | Does not properly traffic out of the شبكة إندوبلازمية | ,          |
| c.C556T | p. L186F       | S1               | No                               | Does not properly traffic out of the شبكة إندوبلازمية | ,          |
| c.G572A | p. C191Y       | S1-2             | No                               | Does not properly traffic out of the شبكة إندوبلازمية | ,          |
| c.G580A | p.E194K        | S1-2             | No                               | Does not properly traffic out of the شبكة إندوبلازمية | [ 4 ]      |
| c.C586T | p.G196X        | S1-2             | No?                              |                                                       | [ 3 ]      |
| c.C661T | p.R221X        | S2               | No?                              |                                                       | [ 3 ]      |
| c.C667T | p.R223W        | S2-3             |                                  |                                                       | ,          |
| c.C671G | p.T224R        | S2-3             | No                               | No current                                            | ,          |
| c.G778A | p.D260N        | S3               |                                  |                                                       | [ 4 ]      |
| c.G800A | p.G267D        | S3-4             |                                  |                                                       | [ 4 ]      |
| c.C829T | p.R277C        | S4               |                                  |                                                       | [ 4 ]      |
| c.G830A | p.R277H        | S4               |                                  |                                                       | [ 4 ]      |
| c.C847T | p.R283Q        | S4               |                                  |                                                       | ,          |
| c.G848A | p.R283W        | S4               |                                  |                                                       | ,          |
| c.C872G | p.T291R        | S4               |                                  |                                                       | ,          |
| c.934_936del | p. 312delI     | S5               |                                  |                                                       | [ 4 ]      |
| c.G947A | p.W316X        | S5               | No?                              |                                                       | [ 4 ]      |
| c.T1021C | p.S341P        | Pore             |                                  |                                                       | [ 4 ]      |
| c.C1106G | p.T369S        | pore             | Yes                              | Increased كالسيوم influx                              | ,          |
| c.C1114T | p.P372S        | Pore             |                                  |                                                       | [ 4 ]      |
| c.T1139C | p.F380S        | Pore             |                                  |                                                       | [ 4 ]      |
| c.T1217C | p.M406T        | S6               |                                  |                                                       | [ 4 ]      |
| c.C1228T | p.R410W        | نهاية كربوكسيلية |                                  |                                                       | ,          |
| c.C1279T | p.R427C        | نهاية كربوكسيلية |                                  |                                                       | [ 4 ]      |
| c.C1306T | p.R436W        | نهاية كربوكسيلية |                                  |                                                       | ,          |
| c.G1320A | p.W440X        | نهاية كربوكسيلية | No?                              |                                                       | [ 4 ]      |
| c.1350insG | p. V451GfsX453 | نهاية كربوكسيلية | No?                              |                                                       | [ 4 ]      |
| c.A1412G | p.N471S        | نهاية كربوكسيلية |                                  |                                                       | [ 4 ]      |
| c.1443insC | p. I482HfsX5   | نهاية كربوكسيلية | No?                              |                                                       | [ 3 ]      |
| c.A1454T | p.D485V        | نهاية كربوكسيلية |                                  |                                                       | [ 4 ]      |
| c.G1529C | p. C510S       | cNMP             |                                  |                                                       | [ 4 ]      |
| c.G1538A | p.G513E        | cNMP             |                                  |                                                       | [ 4 ]      |
| c.G1547A | p.G516E        | cNMP             |                                  |                                                       | [ 4 ]      |
| c.T1565C | p. I522T       | cNMP             |                                  |                                                       | [ 4 ]      |
| c.G1574A | p.G525D        | cNMP             |                                  |                                                       | [ 4 ]      |
| c.G1585A | p. V529M       | cNMP             |                                  |                                                       | ,          |
| c.C1609T | p.Q537X        | cNMP             | No?                              |                                                       | ,          |
| c.C1641A | p.F547L        | cNMP             |                                  |                                                       | ,          |
| c.G1642A | p.G548R        | cNMP             |                                  |                                                       | [ 3 ]      |
| c.G1669A | p.G557R        | cNMP             |                                  |                                                       | ,          |
| c.G1688A | p.R563H        | cNMP             |                                  |                                                       | [ 4 ]      |
| c.C1694T | p.T565M        | cNMP             |                                  |                                                       | [ 4 ]      |
| c.G1706A | p.R569H        | cNMP             |                                  |                                                       | ,          |
| c.A1718G | p.Y573C        | cNMP             |                                  |                                                       | [ 4 ]      |
| c.G1777A | p.E593K        | cNMP             |                                  |                                                       | [ 4 ]      |
| c.C1963T | p.Q655X        | نهاية كربوكسيلية |                                  |                                                       | [ 4 ]      |
| Abbreviations: SX, transmembrane segment number X; SX-Y, linker region between transmembrane segments X and Y; cNMP, cyclic nucleotide (cAMP or cGMP) binding region. |                |                  |                                  |                                                       |            |

### ACHM3
| Mutation | Mutation                   | Region           | Functional? (known or predicted) | Effect | References |
| نوكليوتيد | حمض أميني                  | Region           | Functional? (known or predicted) | Effect | References |
| --- | -------------------------- | ---------------- | -------------------------------- | --- | ---------- |
| c.29_30insA | p.K10fsX9                  | نهاية أمينية     | No?                              | | [ 8 ]      |
| c.C112T | p.Q38X                     | نهاية أمينية     | No?                              | | [ 8 ]      |
| c.C391T | p.Q131X                    | نهاية أمينية     | No?                              | | [ 8 ]      |
| c.A442G | p.K148E                    | نهاية أمينية     |                                  | | [ 9 ]      |
| c.446_447insT | p.K149NfsX29               | نهاية أمينية     | No?                              | | [ 9 ]      |
| c.C467T | p.S156F                    | نهاية أمينية     |                                  | | [ 8 ]      |
| c.595delG | p.E199SfsX2                | نهاية أمينية     | No?                              | | [ 3 ]      |
| c.C607T | p.R203X                    | نهاية أمينية     | No?                              | | ,          |
| c.G644-1C | التوصيل (إزالة الانترونات) |                  | No?                              | | [ 8 ]      |
| c.C646T | p.R216X                    | نهاية أمينية     | No?                              | | [ 8 ]      |
| c.682_683insG | p.A228GfsX2                | S1               | No?                              | | [ 8 ]      |
| c.G702A | p.W234X                    | S1               | No?                              | | [ 8 ]      |
| c.706_707delinsTT | p. I236FfsX25              | S1               | No?                              | | [ 8 ]      |
| c.819_826del | p.P273fsX13                | S2-3             | No?                              | | ,          |
| c.882_892delinsT | p.R295QfsX9                | S2-3             | No?                              | | [ 8 ]      |
| c.C926T | p.P309L                    | S3               |                                  | | [ 8 ]      |
| c.T991-3G | التوصيل (إزالة الانترونات) |                  | No?                              | | [ 8 ]      |
| c.G1006T | p.E336X                    | S4               | No?                              | | ,          |
| c.C1063T | p.R355X                    | S5               | No?                              | | [ 8 ]      |
| c.G1119A | p.W373X                    | S5               | No?                              | | [ 8 ]      |
| c.1148delC | p.T383IfsX12               | Pore             | No                               | Does not traffic to the surface | ,          |
| c.G1208A | p.R403Q                    | Pore             | Yes                              | Increased outward rectification, increased cGMP affinity | [ 13 ]     |
| c.G1255T | p.E419X                    | Pore             | No?                              | | [ 8 ]      |
| c.1298_1299del | p. V433fsX27               | S6               | No?                              | | [ 8 ]      |
| c.C1304T | p.S435F                    | S6               | Yes                              | Increased affinity for cAMP and cGMP, decreased surface expression, altered ion permeability, decreased single channel conductance, decreased sensitivity for ديلتيازيم | ,          |
| c.C1432T | p.R478X                    | نهاية كربوكسيلية | No?                              | | [ 8 ]      |
| c.G1460A | p.W487X                    | نهاية كربوكسيلية | No?                              | | [ 8 ]      |
| c.1573_1574delinsTT | p.F525N                    | نهاية كربوكسيلية | Yes                              | Increased surface expression in خلية بيضيةs, decreased outward rectification, increased cGMP and cAMP affinity                                                          | ,          |
| c.G1578+1A | التوصيل (إزالة الانترونات) |                  | No?                              | | ,          |
| c.T1635A | p.Y545X                    | cNMP             | No?                              | | [ 8 ]      |
| c.G1781+1C | التوصيل (إزالة الانترونات) |                  | No?                              | | [ 8 ]      |
| c.G1781+1A | التوصيل (إزالة الانترونات) |                  | No?                              | | [ 8 ]      |
| c.2160_2180del | p. 720_726del              | نهاية كربوكسيلية |                                  | | [ 8 ]      |
| Abbreviations: SX, transmembrane segment number X; SX-Y, linker region between transmembrane segments X and Y; cNMP, cyclic nucleotide (cAMP or cGMP) binding region. |                            |                  |                                  | |            |

### ACHM4
| Mutation             | Mutation     | Functional? (predicted) | References |
| نوكليوتيد            | حمض أميني    | Functional? (predicted) | References |
| -------------------- | ------------ | ----------------------- | ---------- |
| c.C235T              | p.Q79X       | No?                     | [ 14 ]     |
| c.285_291del         | p.Y95fsX61   | No?                     | [ 14 ]     |
| IVS3+365_IVS4+974del | p.A101fsX12  | No?                     | [ 14 ]     |
| c.503_504insT        | p. L168fsX3  | No?                     | [ 14 ]     |
| c.802_803insTCAA     | p. L268fsX9  | No?                     | [ 14 ]     |
| c.955del             | p. I319SfsX5 | No?                     | [ 14 ]     |

## روابط خارجية
- Achromatopsic artist gives a talk at TED Global نسخة محفوظة 12 أغسطس 2012 على موقع واي باك مشين.
- GeneReviews/NIH/NCBI/UW entry on Achromatopsia
- OMIM entries on Achromatopsia
- Achromatopsia.info - The most comprehensive website on treating and living with achromatopsia
- A Phase I/II Study of the NT-501 Intraocular Implant Releasing Ciliary Neurotrophic Factor (CNTF) in Participants with CNGB3 Achromatopsia (new research program)
- The Achromatopsia Network
- The Achromatopsia Group
- Achromatopsia GeneReviews
- Definition of Achromatopsia: Medicinenet